# Katakura Shigenaga
Katakura Shigenaga est un nom japonais traditionnel ; le nom de famille (ou le nom d'école), Katakura, précède donc le prénom (ou le nom d'artiste).
Katakura Shigenaga (片倉 重長, 1585-16 mai 1659) est un samouraï de l'époque Azuchi Momoyama au début de l'époque d'Edo. Fils de Katakura Kagetsuna, Shigenaga est le deuxième à porter le nom commun « Kojūrō ». Son nom d'origine est « Shigetsuna »; cependant, pour éviter un conflit avec le nom du 4e shogun Ietsuna, il le change pour celui de Shigenaga. En 1614, il prend part à la campagne d'Osaka où il affronte Gotō Matabei au temple de Dōmyōji.
La deuxième épouse de Shigenaga est la fille de Sanada Yukimura et, à la suite de la campagne d'Osaka, Shigenaga aide de nombreux anciens obligés de Sanada à présent sans maître.
Son fils Katakura Kagenaga lui succède.

## Source de la traduction
- (en) Cet article est partiellement ou en totalité issu de l’article de Wikipédia en anglais intitulé « Katakura Shigenaga » (voir la liste des auteurs).